# Saison 3 de Las Vegas
Chronologie
Saison 2 Saison 4
Cet article présente le guide des épisodes de la troisième saison de la série télévisée Las Vegas.

## Distribution

### Acteurs principaux
- James Caan (V. F. : Georges Claisse) : Edward Melvin « Big Ed » Deline
- Josh Duhamel (V. F. : Alexis Victor) : Danny McCoy
- James Lesure (V. F. : Christophe Peyroux) : Mike Cannon
- Vanessa Marcil (V. F. : Dominique Westberg) : Samantha « Sam » Jane Marquez
- Molly Sims (V. F. : Caroline Delauney) : Délinda Deline
- Nikki Cox (V. F. : Dominique Léandri) : Mary O'Connell

### Acteurs récurrents
- Mitch Longley (en) (V. F. : Frédéric Darie puis Gérard Chergui) : Mitch Sassen
- Cheryl Ladd (V. F. : Céline Monsarrat) : Jillian Deline.
- Harry Groener (V. F. : Jean-Claude Montalban) : Gunther
- Lara Flynn Boyle (V. F. : Anne Deleuze) : Monica Mancuso, nouvelle acquéreuse groupe du Montecito.
- Rikki Klieman (en) : Kathy Berson, l’avocate du groupe Montecito.
- Dean Cain (V. F. : Emmanuel Curtil) : Casey Manning, propriétaire du groupe Montecito.
- Joel McKinnon Miller : Lyle, nouveau personnel de sécurité.
- Suzanne Whang (V. F. : Nathalie Duverne) : Polly Nguyen

## Épisode 1:Nouveau décor pour nouveau départ
- Lara Flynn Boyle
- Cowboy Troy
- Big and Rich
- Natalina Maggio

## Épisode 2:Faux jetons
- Paul Anka
- Rachael Leigh Cook
- Rikki Klieman
- Cooper Thornton
- Dennis Rodman
- Henry Barrial
- Dean Napolitano
- Krista Kalmus
- Pam Hayashida
- Pilar Lastra
- Richard Lewis

## Épisode 3:Week-end à Vegas
- Jill Hennessy
- Jerry O'Connell
- Chris Ufland
- Darrell Hammond
- Iqbal Theba
- Ethan Phillips
- Morann Peri
- Shane Blades
- Tacey Adams

## Épisode 4:Une vie de chien
- Ellen Albertini Dow
- The Pussycat Dolls
- Annie Duke
- Paul Collins
- Anita Marie Curran
- Colby Donaldson
- Mel Fair
- Joseph Cortese

On peut noter une erreur dans le jeu Pierre-feuille-ciseaux ; en effet, c’est Mike qui aurait dû gagner la première manche car il a sorti une pierre tandis que Danny a sorti les ciseaux.

## Épisode 5:Usurpation d'identité
- Iva Franks
- Anndi McAfee
- Brad Surosky
- Cristin Michele
- Connor Ross
- Dave Baez
- Sarah Clarke

## Épisode 6:Lutte de pouvoir
- Rihanna

## Épisode 7:La Même Chanson
- Joel McKinnon Miller
- Gary Kraus
- Jessica Sonneborn
- Robert Curtis Brown
- Patrick Cavanaugh
- Melissa Charles
- Richard Portnow
- Rick Sparks

- Cet épisode est un peu à part des autres. Même le générique est modifié afin de s'adapter à l'époque de l'histoire. De nombreux clichés et clins d'œil parsèment cet épisode : tout le monde fume, les noirs sont encore considérés comme des citoyens de second ordre. Un médecin propose à Ed une toute nouvelle technique consistant à mettre des poches de silicones dans la poitrine des femmes afin que les danseuses du casino attirent plus de monde.
- Le titre original est un jeu de mots, l'expression usuelle est « everyhting old is new again », que l'on peut traduire par « rien n'a changé ».

## Épisode 8:L’Étoile du Cachemire
- Criss Angel
- Nadine Velazquez
- Doug Spinuzza
- James Huang
- Lance Burton
- Robert Goulet
- Marisa Petroro

## Épisode 9:La Folie des grandeurs
- James McMann
- Nadine Velazquez

- Le titre français fait peut-être référence au film culte La Folie des grandeurs.
- Pour coller à l'ambiance du thème de la bande dessinée, chaque changement de scène est réalisé en montrant la dernière image de la scène passée ou la première de la scène qui suit sous forme d'une case de BD.

## Épisode 10:Paix à ses cendres
- James McMann
- George Newbern

## Épisode 12:Mis à nu
- Dominic Keating
- Noel Gugliemi
- Nichole Hiltz
- Willie Garson
- Lil' Flip
- William Gregory Lee

## Épisode 13:Le Fantôme du casino
- Wolfgang Puck
- Joey Naber
- Mark Aiken
- Larry Poindexter
- James McMann

## Épisode 14:Pour quelques millions de dollars
- Christopher Cousins
- Faune Chambers
- Dale Dye

## Épisode 15:Légende urbaine
- Jimmie Johnson
- Matthew Del Negro
- Joe Manganiello

## Épisode 16:Le client est roi
- Ed Begley Jr.
- Norm Clarke
- Anna Pheil
- Sarah Ann Morris
- Adam Paul
- Heath Gunn
- David Jean Thomas
- Jaime Pressly
- Howie Mandel
- Wayne Newton

## Épisode 17:Rumeurs explosives
- Charo
- Brody Hutzler
- Chaney Kley
- Branden Williams
- Donny Osmond
- Steve Ryan
- Navid Negahban

## Épisode 18:Mauvais élèves
- Adam Lieberman
- Ewan Chung
- Brian Jones
- Kathleen Gati
- Leila Arcieri
- Robert Mailhouse
- Sabine Singh
- Seth Menachem
- Tamyra Gray

## Épisode 19:Le Gourou des cœurs
- David Shatraw
- Brooke Burke
- Jack Plotnick
- Hal Sparks
- Robert Wagner
- Peter Onorati

- Le titre original fait référence à l’expression usuelle : « hope springs eternal » ; ce qui se traduit par : l’espoir jaillit éternellement.
- On peut noter le clin d’œil à la série Opération vol, dont l'acteur Robert Wagner tenait le rôle de Alexander Mundy, un voleur de haut vol.

## Épisode 20:Resserrer les liens
- Shawn Christian
- Big Leroy Mobley

## Épisode 21:La Théorie du chaos
- Christina Hendricks
- Camille Anderson
- John Hemphill
- Matt Riedy
- Saverio Guerra
- Timothy E. Goodwin

## Épisode 22:Attraction, contradiction, contraction
- Jerry O'Connell
- Sasha Cohen

## Épisode 23:Le Père de la Mariée
- Jerry O'Connell
- Sugarland
- Dorian Harewood
- Will Schaub